# سنة كبيسة تبدأ يوم الخميس
سنة كبيسة تبدأ يوم الخميس هي تقويم أي سنة كبيسة (أي عدد أيام السنة هو 366 يوماً) التي تبدأ يوم الخميس 1 يناير (كانون ثاني).
أمثلة: سنوات على التقويم الغريغوري 1948, 1976, 2004, 2032, 2060.